# James Sullivan
James Patrick Sullivan, detto Sulley, è uno dei due protagonisti dei due film Monsters & Co. del 2001 e il suo prequel Monsters University del 2013, e della serie animata Monsters & Co. la serie - Lavori in corso! del 2021, realizzati dalla Pixar Animation Studios. Durante la produzione del primo film, Sulley doveva chiamarsi Johnson ed era l'unico protagonista della storia. Gli autori della Pixar revisionarono più volte la sceneggiatura del film e, alla fine, diedero al personaggio il nome James P. Sullivan, il cui cognome deriva da quello del generale Lawrence Sullivan Ross, e gli affiancarono il personaggio di Mike Wazowski.
È un grosso mostro muscoloso, dalla pelliccia azzurra con pallini viola, due corna corte in testa e la coda, ed è il migliore spaventatore della Monsters & Co. dove lavora con il suo assistente e migliore amico Mike Wazowski. Sulley ha un talento per spaventare ed è sempre in competizione con il suo perfido rivale e collega Randall Boggs. Il successo del primo Monsters & Co. ha permesso alla Pixar di realizzare un prequel, Monsters University, che racconta come Sulley, all'inizio studente svogliato e arrogante, diventi rivale e, successivamente, migliore amico del piccolo Mike. Il personaggio è apparso in altri ambiti legati a Monsters & Co., come due cortometraggi, videogiochi, pubblicità, fumetti e ha ispirato un'intera linea di merchandising. Come il suo amico Mike, Sulley ha avuto una grandissima influenza nella commedia e nella cultura della Pixar, diventandone uno dei personaggi più popolari.

## Biografia del personaggio

### Monsters & Co.
Sulley lavora da tempo alla Monsters & Co. facendo squadra con l'amico Mike. Ormai è diventato il miglior spaventatore dell'azienda, e si contende questo titolo con Randall Boggs, per il quale Sulley non sembra mostrare acredine, mentre Randall è profondamente geloso di lui. È un mostro molto attivo e un gran lavoratore, ben voluto per ciò dal direttore Waternoose. Pur essendo professionale come spaventatore, fuori dal lavoro è un mostro gentile, allegro, affabile e di buon cuore. 
Una sera, dopo il turno di lavoro, mentre sistema delle pratiche Sullivan si accorge di una porta che non è stata riportata in magazzino (scoprirà più tardi che l'ha chiamata Randall), e vi entra per vedere se qualche mostro vi stia lavorando: per cui porta inavvertitamente una bambina, che in seguito chiamerà Boo, nel mondo dei mostri. Inizialmente terrorizzato da lei, perché i mostri credono che i bambini siano tossici e portino infezioni, a poco a poco Sulley si ricrede e convince il suo amico Mike che non è affatto pericolosa e che anzi è molto dolce. Sulley decide di riportare la bimba nel suo mondo durante la giornata di lavoro alla Monsters&Co. Il duo viene ostacolato da Randall Boggs e da Waternoose: il primo è lo spaventatore solito di Boo, come Sulley scopre, e del cui aiuto perciò non si fida; il secondo rapisce Boo, e successivamente esilia Sulley e Mike nel mondo degli umani per aver scoperto il complotto dell'estrattore di urla, a cui Randall voleva sottoporre Boo. I due amici riescono, fortunatamente, a ritornare alla Monsters & Co., salvare Boo e a sconfiggere i due antagonisti, in quanto Sulley è scontento della crisi energetica che sta colpendo la città, ma trova immorale rapire i bambini per sottoporli alla macchina. A malincuore, Sulley è poi costretto a dire addio a Boo, che verrà riportata nel mondo degli umani e la sua porta verrà distrutta per sicurezza dal CDA. Nel tempo passato insieme Sulley si era infatti molto affezionato alla bambina, scoprendo dentro di sé un forte istinto paterno ma al tempo stesso capendo che spaventare i bambini è sbagliato. Nel finale, con l'aiuto di Mike, Sulley rivoluziona il sistema di produzione di energia e i mostri diventano pagliacci e giocolieri che entrano nelle camere dei bimbi per farli ridere, dopo che la crisi energetica (di cui Sulley ha in realtà causato spaventi negativi per tanti anni) si è finalmente conclusa. Sulley diventa il nuovo direttore della centrale e, grazie a Mike, ricostruisce la porta di Boo e rivede la bambina.

### La nuova macchina di Mike
Nel 2002 è apparso nel corto animato della Pixar intitolato La nuova macchina di Mike (Mike's New Car) che lo vede protagonista, sempre affiancato dall'inseparabile amico Mike. In questo cortometraggio animato, Mike mostra a Sulley la sua nuova auto. I due mostri, però, hanno difficoltà a controllarla e finiscono per combinare una serie di danni. Nel finale del corto, Mike distrugge per sbaglio la sua nuova vettura, davanti agli occhi di Sulley.

### Monsters University
Sulley, figlio del noto spaventatore Bill Sullivan, aspira a diventare un grande spaventatore e di lavorare nella prestigiosa Monsters & Co. la centrale elettrica cittadina che ricava l'energia tramite le urla dei bambini dai loro spaventati, nel quale i mostri passano attraverso porte speciali che li conducono al mondo degli umani. Per realizzare questo sogno e seguire le orme della sua famiglia (ma soprattutto per non deluderla), Sulley si iscrive alla Facoltà di Spavento della Monsters University, ma è convinto che "spaventare si faccia e basta" e che non sia una questione di studio. Qui fa la conoscenza di Mike Wazowski e, immediatamente, i due entrano in competizione per essere ammessi al corso di spavento. Mentre Mike lavora sodo e fa molti progressi nell'imparare i segreti dello spavento, Sulley bighellona con la confraternita ROR e fallisce miseramente gli esami. All'esame decisivo di metà anno, Sulley e Mike  battibeccano e la preside Tritamarmo li espelle entrambi sia per aver distrutto un suo cimelio, sia per la mancanza di disciplina di Sulley (il quale ad esempio non ascolta la domanda che Tritamarmo gli fa e quindi non risponde correttamente) e il non avere Mike un aspetto spaventoso (alla seconda cosa, in particolare, l'insegnamento all'università non può supplire, nemmeno con la disciplina e l'apprendimento della teoria). All'inizio Sulley si presenta come un giovane mostro spocchioso e negligente, che considera Mike un sapientone e studia poco. Dopo essere stato cacciato dalla facoltà, per non perdere i corsi, si iscrive alla confraternita Oozma Kappa, con disappunto del più studioso Mike, che non può fare a meno di lui perché nessun altro mostro vuole entrare nella Oozma Kappa nemmeno per il numero minimo di membri necessario, non avendo i suoi membri un aspetto spaventoso. Nonostante gli insegnamenti di Mike, in un primo momento Sulley entra in lizza per le "Spaventiadi" convinto di poter vincere grazie alla sua fisicità e quindi non collabora né con la squadra né con Mike, tanto che la Oozma Kappa vince il primo round delle Spaventiadi solo perché una delle squadre avversaria bara. Lentamente, Sulley si convince del valore di essere in una squadra e impara a cooperare, ma anche così dubita che Mike possa spaventare qualcuno e quindi fare vincere la squadra. Nel finale della gara, ottiene il punteggio massimo nello spaventare il manichino (tanto da vanificare involontariamente la performance di Randall della ROR), ma per far vincere la propria confraternita bara truccando la macchina delle Spaventiadi, perché sa che Mike non spaventerebbe facilmente. La squadra vince e Sulley sarebbe riammesso al corso di spavento con tutti gli onori, ma la sua preoccupazione per Mike ha la meglio: segue Mike nella porta posta nel laboratorio della Monsters University che questi ha attraversato, fino al campeggio, ed alcuni ranger lo scacciano credendolo un orso. È allora che discute con Mike nel mondo umano, confessa di comportarsi in modo presuntuoso soltanto per celare la sua insicurezza e al tempo stesso mette a nudo la sua coscienza: rivela di aver ottenuto esiti negativi ad ogni esame, di essere stato espulso dal corso, e soprattutto di aver barato per non deludere nessuno, specie la sua famiglia che pretendeva molto da lui. Quando entrambi si chiariscono Mike e Sulley uniscono le proprie forze ed effettuano uno spavento incredibile per riattivare la porta e tornare nel mondo dei mostri. Sebbene ce l'abbiano fatta, le autorità pretendono la loro espulsione a causa del rischio corso nell'aprire una porta e per averla distrutta. Fortunatamente, i due rivali divenuti amici ottengono di lavorare nel reparto posta della Monsters & Co, diretti dallo Yeti, e Sulley realizza il proprio sogno dopo numerosi sacrifici e promozioni conseguenti: alla fine del film si vede Sulley nel suo primo giorno da spaventatore, accompagnato dall'amico Mike che ora gli fa da aiutante ed allenatore.

### Centro Feste
In questo secondo cortometraggio animato del 2013, ambientato subito dopo gli eventi di Monsters University, Mike e Sulley fanno ritorno alla confraternita Oozma Kappa per organizzare una grande festa: grazie a delle porte di due armadi di una camera matrimoniale umana, rubano progressivamente cibo, bevande, musica ed invitati alla festa della ROR, finendo per spaventare la coppia di coniugi nella propria camera da letto.

### Kingdom Hearts III
Sulley e Mike riportano Boo a Mostropoli per poterci giocare di nuovo insieme, in quel momento però arrivarono i tre visitatori: Sora, Paperino e Pippo, i quali pensavano che la bambina fosse in pericolo, ma una volta spiegato il malinteso, il gruppo si ritrovò attaccato dalle strane creature, e dopo aver messo al sicuro Boo, i cinque le affrontano. Paperino e Pippo ricordano che esse si chiamano Nesciens ed assieme a Sora, dicono di essere degli sterminatori di quelle creature moleste, nominandosi come i "Disinfestatori". Capendo il pericolo, Sulley decide di riportare Boo a casa, ma arrivati al reparto spaventi, vedono con orrore svariati Nesciens usare le porte per entrare in altri mondi per spaventare i bambini, la porta di Boo era stata portata in magazzino e decidono di raggiungerla. Dopo aver attraversato una falsa porta di Boo, che li ha condotti alla fabbrica, Sulley e Mike scoprono che Randall era tornato grazie ad un enigmatico personaggio in soprabito nero, ed il mostro rivela loro che aveva intenzione di vendicarsi e di usare la tristezza come fonte energetica inesauribile, traumatizzando per sempre i bambini, per poi sparire. A quel punto avanzano per la fabbrica superando Heartless, Nesciens, meccanismi manomessi da Randall e porte chiuse (quest'ultime grazie alle risate di Boo), finché Randall non si ripresenta a loro, minacciandoli con un macchinario misterioso e pericoloso, il quale però non funziona e Randall dunque scappa furibondo. Usciti dalla fabbrica, il gruppo scopre con orrore che gli Heartless ed i Nesciens avevano scatenato un incendio, perciò aiutano gli Agenti del CDA a spegnerlo e a distruggere i vari nemici, per poi cercare di trovare la porta di Boo e tornare al magazzino del reparto spaventi. Randall però li attese per mandargli contro il proprio meccanismo, ora trasformato in un Nesciens: Grumo d'Orrore, che riescono a distruggere. Con i diabolici piani di vendetta di Randall mandati in fumo, Sulley e Mike lo esiliano dalla stessa porta ricostruita per la seconda volta, mentre Sora la fa sparire magicamente chiudendola con il proprio Keyblade. Subito dopo trovano finalmente la porta di Boo, ma essa viene richiamata al reparto spaventi. Arrivati a destinazione scoprono che un tizio in soprabito nero li aspettava, e si presenta come Vanitas. Esso conferma di essere la fonte di tutti i Nesciens e di essersi alleato con Randall in modo che i suoi Nesciens potessero raccogliere urla e tristezza per ricostruire il suo cuore fratturato, ma rivela di avere ancora bisogno del cuore di Ventus, nascosto dentro Sora. Quindi Sulley spaventa il malvagio Vanitas per salvare il suo giovane amico, facendo anche mollare la presa il suo Keyblade, e con l'aiuto di Mike lo getta dentro una porta per Arendelle, in seguito butta la porta in altre porte per poi distruggere l'ultima porta. Con la situazione finalmente risolta, il duo e il trio salutano Boo che viene riportata nel suo mondo, subito dopo il caro Sora e gli altri salutano Sulley e Mike per riprendere la loro avventura. Giorni dopo, Sora, Paperino e Pippo fecero ritorno a Mostropoli e Sulley e Mike li aiutano a cercare un portale pericoloso comparso di recente. Il gruppo trova il portale e distruggono la Torre Demoniaca, evocata dal portale. Poi Sora e gli altri procedettero con il loro viaggio. Quando la battaglia finale contro il malvagio Maestro Xehanort e l'Organizzazione XIII giunse al termine, Sulley e Mike ripresero a giocare insieme a Boo, portandola ogni tanto nel loro mondo per poi riportarla a casa.

### Monsters & Co. la serie - Lavori in corso!
All'inizio della serie Waternoose è stato appena arrestato, e, con stupore di Sulley, lui e Mike vengono messi a capo della Monsters & Co. e cominciano a lavorare per convertire il lavoro degli spaventatori a giullari, che divertano i bambini per ottenere energia dalle loro risate. I due amici fanno la conoscenza di Tylor Tuskmon,  che aveva ottenuto il posto da Spaventatore da Waternoose, e pur avendo lui provato invano a divertire un bambino, il che ha messo a soqquadro un reparto risate, non perdono la fiducia in Tylor.

## Concezione e sviluppo
Nel progetto originale di Monsters & Co., Sulley si chiamava Johnson, mentre il personaggio di Mike non esisteva. Per questo personaggio vennero create varie storie, del tutto diverse dalla storia finale, ma in ognuna di esse egli cercava di salvare un essere umano giunto per errore nel mondo dei mostri Quando il personaggio fu poi rinominato in Sullivan, in onore del generale Lawrence Sullivan Ross, gli autori della Pixar decisero di affiancargli una spalla: Mike Wazowski. In origine, Sulley doveva portare degli occhiali ed era provvisto di tentacoli. Questi aspetti fisici furono, successivamente, scartati dagli animatori. Il pelo di Sulley venne animato grazie ad un programma di computer molto sofisticato noto come FitZ. I peli del personaggio vennero animati indipendentemente l'uno dall'altro. La Pixar compose la pelliccia di Sulley con 3.200.000 peli, mentre nelle scene d'inseguimento il numero di peli aumentò a 14.500.000 peli.
Il 29 marzo 2011 la Pixar annuncia che Sulley sarà il protagonista del prequel di Monsters & Co., Monsters University, uscito nel 2013, e che esplora la storia di Sulley e il suo primo incontro con l'iniziale rivale Mike. Rispetto al primo film, in questa seconda avventura i personaggi di Mike e Sulley sono simili a quelli del film originale, ma più magri e ispidi, essendo molto più giovani.
Il prequel del film presuppone che Mike e Sulley si siano conosciuti all'università. Tuttavia, in Monsters & Co., Mike dichiara a Sulley "sei geloso del mio aspetto sin dalla quarta elementare", lasciando intuire che i due si conoscano prima dei loro anni all'università. Dan Scanlon, regista del secondo film, ha spiegato questa incongruenza tra le due pellicole dicendo:
La voce del personaggio è di John Goodman, sia nel primo che nel secondo film. John Goodman e Billy Crystal (doppiatore di Mike) molto spesso registravano le voci dei loro personaggi nella stessa stanza, una cosa insolita nei film d'animazione, dove gli attori lavoravano pressoché da soli  In Italia, nel primo film la voce di Sulley è affidata ad Adalberto Maria Merli (che lo doppia anche nel teaser trailer del prequel), mentre nel secondo film, nel corto Centro feste e nella serie Monsters & Co. la serie - Lavori in corso! a Saverio Indrio.

## Accoglienza
L'influenza di Sulley nella commedia e nella cultura è stata importante. È stato posizionato al 7º posto nella classifica dei 20 Migliori Personaggi della Pixar. Il sito Ranker lo ha classificato al 3º posto nella classifica dei Migliori Personaggi della Pixar, mentre il sito Total Film lo ha classificato al 10º posto nella classifica dei 50 Migliori Personaggi della Pixar di tutti i tempi.
Un anno dopo l'uscita del primo film, Stanley Mouse ha intentato una causa contro la Pixar e la Disney in cui ha affermato che i personaggi di Sulley e Mike erano basati su alcuni disegni di Excuse My Dust, un film che aveva cercato di vendere a Hollywood nel 1998. In risposta a questa accusa, la Disney ha risposto che i personaggi di Monsters, Inc. sono stati sviluppati in modo indipendente dai team creativi della Pixar e della Walt Disney Pictures, e che non violavano i diritti di copyright di nessuno.
Il personaggio compare in numerosi videogiochi e linee di giocattoli bastati sulla saga di Monsters & Co.. Nel 2002 è apparso in un manga di Monsters & Co. scritto e disegnato da Hiromi Yamafuji. Nel 2009 è comparso in una mini-serie di quattro numeri che prosegue le avventure di Sulley e Mike dopo il primo film. Questa mini-serie si concentra sul lavoro quotidiano di Sulley e Mike, ostacolati da Randall e Waternoose, intenzionati a vendicarsi di loro, e di un bambino umano che si scoprirà essere Sid Phillips della saga di Toy Story. Una versione automobilistica di Sulley compare nella serie Cars Toons. Un ritratto di Sulley compare nel film Ribelle - The Brave.